# Снежная королева (фильм, 1966)
«Снежная королева» — советский художественный полнометражный цветной фильм-сказка с элементами мультипликации, поставленный на киностудии «Ленфильм» в 1966 году режиссёром Геннадием Казанским по мотивам одноимённой сказки Ханса Кристиана Андерсена. Фильм снят по сценарию Евгения Шварца, написанному на основе его же сказочной пьесы. Премьера фильма в СССР состоялась 6 ноября 1967 года.

## Сюжет
Фильм начинается с монолога Сказочника, в котором даётся «предисловие» к сказке. Далее действие фильма переносится в дом, где живут маленькие ученики Сказочника — мальчик Кей и девочка Герда с её бабушкой. Услышав скрип ступенек на лестнице, дети решают разыграть бабушку, напугав её, но вместо бабушки приходит мрачный человек — Советник самой Снежной Королевы, не любящий детей и разбогатевший на продаже льда летом. Советник желает купить цветущие зимой розы, чтобы наживаться на их редкости (их подарил детям Сказочник), на что получает отказ от пришедшей бабушки.
Разгневанный Советник уходит, поклявшись отомстить, в дверях он сталкивается со сказочником. Тот успокаивает Кея и Герду, а после рассказывает им сказку о Снежной королеве.
Внезапно распахивается окно, в комнату врывается снежный вихрь. Когда он успокаивается, становится видно, что посреди комнаты стоит женщина в белом платье. Она требует отдать ей Кея, аргументируя это тем, что он — приёмный внук, а живёт бабушка Герды бедно, на что получает категоричный отказ от бабушки и самого мальчика. Тогда женщина предлагает Кею поцеловать её на прощанье в знак того, что он не боится её, и мальчик соглашается. Женщина исчезает, пообещав Кею, что это их не последняя встреча.
Сразу после ухода Королевы поведение Кея меняется до неузнаваемости: он смеётся над завядшими розами (их заморозила Снежная Королева), становится холодным и жестоким. Отправив детей спать, Сказочник объясняет, что та женщина была Снежной королевой и поцелуем заморозила сердце Кея. Но бабушка уверяет, что они с Гердой «отогреют его».
Потом идёт сцена катания детворы на санках. Кей цепляет свои санки к большим белым саням, приехавшим на площадь. Сани, оказывается, принадлежат Снежной королеве, и та увозит его.
В кадре демонстрируется записка Герды о том, что пришла весна, а Кей не вернулся, поэтому она уходит искать его. Это обсуждают Домовой и чернильница.
Сразу после этого показывают Герду, идущую по пересечённой местности и поющую о поисках Кея. Она встречается с вороном и его невестой — жителями дворца. Те говорят, что видели «мальчика из простого народа», который женился на принцессе, а после тайком относят Герду во дворец.
Ночью Герда и вороны проникают в тронный зал, разделённый пополам. Король подарил принцу и принцессе полцарства, и теперь правая сторона принадлежит молодым, а левая — взбалмошному Королю, из-за чего вороны советуют Герде находиться на правой стороне. Они наблюдают за снами придворных дам и кавалеров, а также узников, и тут внезапно в зал, где находится Герда, врывается толпа во главе с принцем и принцессой — они играют в лошадки. Новобрачные решают сыграть в прятки, и в поисках укрытия принцесса со слугами находят ворон и Герду — та расстроена, что принц оказался не Кеем.
Принц и принцесса готовы содействовать Герде в дальнейших поисках, приказывают заложить золотую карету, а сами уходят в гардеробную, чтобы подобрать девочке тёплую одежду. Но тут в зал выходит король. Он всеми силами старается заманить девочку на свою половину зала. В итоге выясняется, что король задолжал Советнику, и теперь Советник требует посадить Герду в темницу, чтобы отомстить за непроданные розы, а также не позволить Герде спасти Кея. Внезапно сам Советник появляется из тайного хода и перетаскивает Герду на королевскую половину зала. Но тут из другого тайного хода является Сказочник — он всё это время следил за Советником — и вступает с ним в схватку. Из-за подставленной королём подножки Сказочник оказывается на полу, и Советник готов его убить.
Тут в зал врываются принц и принцесса, прерывают дуэль и спасают Герду и Сказочника. Герда продолжает путь.
Далее мы видим, как Советник договаривается с Атаманшей разбойников о нападении на золотую карету и конфискации всей добычи при условии, что он заберёт себе девочку. Атаманша соглашается и убегает собирать шайку. Захват кареты удаётся без труда, но Советник не успевает забрать Герду: дочка Атаманши, избалованная, но одинокая девочка, берёт себе Герду в качестве подружки. Раздосадованный тем, что план захвата Герды не удался, Советник договаривается с одним из разбойников о том, что тот убьёт Герду.
В убежище Маленькой разбойницы Герда знакомится с Северным оленем, который умеет говорить и видел Снежную королеву с Кеем. Маленькая разбойница не хочет отпускать Герду и привязывает её на ночь, а затем уходит.
Ночью, когда Герда пытается распутать узел, в убежище проникает тот самый разбойник, который договаривался с Советником. Это — переодетый Сказочник. Он освобождает Герду и Северного оленя, и те уже готовы бежать, как вдруг появляется Маленькая разбойница. Она соглашается отпустить Герду с оленем на поиски Кея, если Сказочник останется с ней и будет рассказывать сказки.
Олень доставляет Герду до самого дворца Снежной Королевы. Девочка приходит в зал, где замёрзший Кей сидит и складывает из льдинок слово «Вечность». Герде удаётся воспоминаниями о прошлом и горячими поцелуями отогреть мальчика, и они вместе возвращаются домой, победив Снежную королеву.
Это возвращение по очереди обсуждают гном с чернильницей, Маленькая разбойница и Сказочник, вороны, принц и принцесса, король, ребята во дворе. В финальной сцене бабушка Герды и Кея, они сами и Сказочник радуются, что всё кончилось хорошо. Затем домовой пишет на бумаге пером с чернилами из чернильницы: «Сказке конец!».

## В ролях
- Валерий Никитенко — Сказочник
- Елена Проклова — Герда
- Вячеслав Цюпа — Кей
- Евгения Мельникова — Бабушка
- Наталья Климова — Снежная Королева
- Николай Боярский — Коммерции Советник
- Евгений Леонов — Король Эрик XXIX
- Ирина Губанова — Принцесса Эльза
- Георгий Корольчук — Принц Клаус
- Ольга Викландт — Атаманша
- Эра Зиганшина — Маленькая разбойница
- Андрей Костричкин — Домовой
- Вера Титова — Чернильница

## Съёмочная группа
- Сценарий — Евгения Шварца
по мотивам сказки Х. К. Андерсена
- Постановка — Геннадия Казанского
- Главный оператор — Сергей Иванов
- Главный художник — Борис Бурмистров
- Режиссёр — Н. Русанова
- Оператор — Вадим Грамматиков
- Композитор — Надежда Симонян
- Текст песен — Евгений Шварц, Соломон Фогельсон
- Монтаж — Ирина Новожилова
- Мультипликаторы — Николай Фёдоров, Мария Рудаченко, Елена Петрова

## Награды
- Приз «Золотой орёл» муниципалитета столицы Колумбии Боготы лучшему молодёжному фильму и премия Елене Прокловой за лучшее исполнение женской роли (1970);
- Приз МГК ВЛКСМ «Алая гвоздика» Елене Прокловой на Всесоюзной неделе детского фильма за участие в фильме (1967)[3].